# Brandon Flynn
Brandon Flynn (Miami, Florida, 11 de octubre de 1993) es un actor, modelo y productor estadounidense. Es conocido principalmente por su papel de Justin Foley en la serie de Netflix 13 Reasons Why.

## Primeros años
Flynn nació en Miami, Florida, donde asistió a la escuela secundaria New World School of the Arts. Se graduó de la Mason Gross School of the Arts de Rutgers University en Nueva Jersey en 2016, con una licenciatura en Bellas Artes. El primer papel de Flynn fue cuando tenía diez años, interpretando a Mr. Smee en una versión musical de Peter Pan.

## Carrera
En 2016, Flynn fue elegido como Mike, el pasante en BrainDead. En 2017, interpretó a Luke en la producción del off-broadway Kid Victory en el Vineyard Theatre.
Antes de estos papeles, Flynn actuó en varios comerciales y películas, desempeñando el papel de reportero de "FL Kidcare Health," el director de Sirens y Sid en Lost and Gone Forever. Flynn también ha actuado en once obras, incluyendo Much Ado About Nothing y The Crucible.
Desde 2017, Flynn interpreta a Justin Foley en la serie de Netflix 13 Reasons Why.
En febrero de 2018, se unió a la tercera temporada de True Detective como Ryan Peters en una capacidad recurrente.
En 2025, apareciòn en las portadas de Man About Town y Xmag. Además lanzó su película, The Parenting.

## Vida personal
En septiembre de 2017, Flynn se confirmó como parte de la comunidad LGBT en una publicación de Instagram en protesta por un mensaje aéreo sobre Sídney que transmitió un impulso de "no" al plebiscito no vinculante para legalizar el matrimonio entre personas del mismo sexo en Australia. En septiembre de 2017, Flynn comenzó a salir con el cantante británico Sam Smith, pero se separaron en junio de 2018.

## Filmografía

### Cine
| Año  | Título                         | Papel         | Notas                      | Ref.   |
| ---- | ------------------------------ | ------------- | -------------------------- | ------ |
| 2017 | Home Movies                    | —             | Cortometraje               |        |
| 2018 | Binge                          | Johnny        | Cortometraje               |        |
| 2019 | 13 Reasons Why: Season 3 Promo | Justin Foley  | Cortometraje               |        |
| 2020 | Looks That Kill                | Max Richards  | Protagonista, Película     | [ 12 ] |
| 2022 | Hellraiser                     | Matt McKendry | Elenco principal, película | [ 13 ] |
| 2022 | NOiSE                          | Jason         | Elenco principal, película |        |
| 2022 | Julius Caesar Live!            | Brutus        | Elenco principal, película |        |
| 2025 | The Parenting                  | Josh          | Elenco principal, película | [ 14 ] |

### Televisión
| Año       | Título         | Papel           | Notas                       | Ref.   |
| --------- | -------------- | --------------- | --------------------------- | ------ |
| 2016      | BrainDead      | Mike el interno | Invitado, 1 episodio        | [ 15 ] |
| 2019      | True Detective | Ryan Peters     | Recurrente, 3 episodios     | [ 16 ] |
| 2017–2020 | 13 Reasons Why | Justin Foley    | Rol principal; 49 episodios |        |
| 2020      | Ratched        | Henry Osgood    | Reparto recurrente          |        |